# チャールズ・ジェネンズ

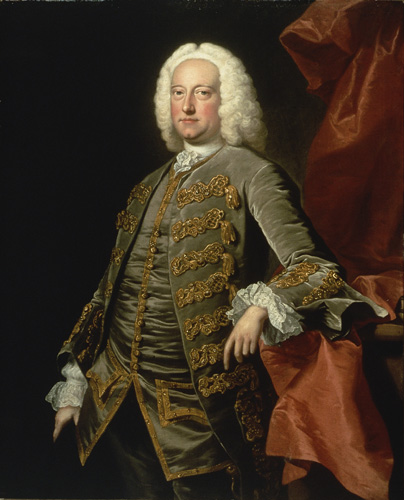
チャールズ・ジェネンズ（トマス・ハドソン画）

チャールズ・ジェネンズ（Charles Jennens、1700年-1773年11月20日）は、イギリスの著述家、ウィリアム・シェイクスピア研究家。『メサイア』など、ゲオルク・フリードリヒ・ヘンデルのオラトリオ作品の台本作家として知られる。

## 生涯
ジェネンズはおそらくレスターシャーのゴプソール(Gopsall)で生まれた。ジェネンズ家はウォリックシャーを地盤とし、17世紀に鉄鉱業で財をなした一族だった。1715年2月にオックスフォード大学ベリオール・カレッジに入学したが、卒業はしていない。ジェネンズはイングランド国教会の熱心な信徒だったが、宣誓拒否者（ステュアート朝のジェームズ2世とその継承者を正統とし、当時の英王室に対する忠誠を拒否する者）であり、その信条は終生変わらなかった。
なお、『英国人名事典』では宣誓拒否者であったために卒業できなかったとするが、スミスによると当時の富裕層は学位を取得しないことが多かったため、必ずしもそうとは言えないという。
ジェネンズは音楽になみなみならぬ関心をもっていた。楽譜収集家でもあり、イタリア・オペラの楽譜を現地から取り寄せ、アントニオ・ヴィヴァルディの出版譜のほとんどを蒐集していた。ヘンデルにも自分のコレクションから楽譜を貸し与えている。ヘンデルの楽譜の忠実な予約購入者でもあり、ヘンデルの音楽を聞くためにロンドンのみならずオックスフォードにも出かけた。
ジェネンズはまた、エドワード・ホールズワース(Edward Holdsworth)によるウェルギリウス研究の協力者でもあった。
1747年に父が没し、ジェネンズは一家の広大な土地と建物をすべて相続した。ジェネンズはゴプソールの自宅を荘厳な邸宅に改築し、また絵画や彫刻を大量に収集した。
1770年、70歳になる年にシェイクスピアの校訂全集の出版を開始し、1773年に没するまでに5冊を完成した。ジェネンズは本文と異文を同一ページに記載した最初のシェイクスピア劇編纂者であった。
結婚はしなかった。

## 台本作家としての活動
ヘンデルの作品のうち、以下の作品はジェネンズによって台本が書かれた。
- 『サウル』（1739年初演）
- 『快活の人、沈思の人、温和の人』（1740年初演）
- 『メサイア』（1742年初演）
- 『ベルシャザル』（1745年初演）

『エジプトのイスラエル人』（1739年初演）の台本作者は不明だが、ジェネンズがかかわっていた可能性もある。
ジェネンズの台本には彼の信条が反映されているとされる。たとえば『メサイア』には当時の理神論に対してキリスト教を擁護する立場があらわれているという。しかし、ヘンデルがそのような意図を理解して作曲したとは考えにくい。ヘンデルが『メサイア』をわずか3週間あまりで作曲してしまい、ジェネンズの手の届かないダブリンで初演したことについてジェネンズは腹を立てた。